# Пелька (приток Пельки)
Пелька — ручей в России, протекает по Починковскому району Нижегородской области. Устье ручья находится в 13 км от устья одноимённой реки Пельки по правому берегу. Длина реки составляет 12 км. Истоки ручья расположены у села Анютина.

## Данные водного реестра
По данным государственного водного реестра России относится к Верхневолжскому бассейновому округу, водохозяйственный участок реки — Алатырь от истока и до устья, речной подбассейн реки — Сура. Речной бассейн реки — (Верхняя) Волга до Куйбышевского водохранилища (без бассейна Оки).
Код объекта в государственном водном реестре — 08010500212110000038161.